# Шато де Миланд
Шато де Миланд (на френски: Château des Milandes) е средновековен замък разположен в община Кастелно Ла Шапел (департамент Дордон) във Франция. Построен е през 1489 г. и е бил основна резиденция на знатната фамилия Комон до 1535 г.
Замъкът става особено известен като жилище на Джозефин Бейкър, която го купува през 1947 г.